# Scelotrichia nana
Scelotrichia nana är en nattsländeart som beskrevs av Wolfram Mey 1996. Scelotrichia nana ingår i släktet Scelotrichia och familjen smånattsländor. Inga underarter finns listade i Catalogue of Life.